# Bedfordshire
Bedfordshire (zkráceně Beds.) je hrabství v Anglii, které tvoří část regionu Východní Anglie.
Hlavní město je Bedford. Hranice má s Cambridgeshire, Northamptonshire, Buckinghamshire a Hertfordshire. Nejvyšší vrchol je 243 m n. m. na Dunstable Downs v Chilterns.
V roce 2002 byl jako květina hrabství vybrán tořič včelonosný. Tradiční přezdívka pro lidi z Bedfordshire je „Bedfordshire Bulldogs“ nebo „Clangers“.

## Historie
První zaznamenané použití jména bylo v roce 1011 a znělo Bedanfordscir, což znamená „Beda's ford“ (brod přes řeku Beda).

## Symboly hrabství

### Vlajka
Vlajka hrabství je tvořena listem o poměru stran 3:5, rozděleným na tři svislé pruhy v poměru šířek 3:2:3 – žluto-červeným, černým a červeno-žlutým. Krajní pruhy jsou uprostřed přerušeny vlnitým pruhem odpovídajícím třetině šířky listu. Tyto pruhy jsou složeny z modrého, bílého, modrého a bílého proužku (u žerdi) a v opačném pořadí ve vlající části. V černém poli jsou pod sebou tři bílé lastury hřebenatky.
Vlnité pruhy symbolizují řeku Ouse, protékající hrabstvím. Lastury byly převzaty z rodového erbu Russelů, vévodů z Bedfordu. Červená a žlutá barva vychází ze čtvrceného erbu Rodiny Beauchampsů, hrabat z Bedfordu.
Vlajka je odvozena ze znaku, který byl udělen Radě hrabství Bedfordshire v roce 1951. I po zániku Rady byl motiv znaku používán ve formě loga, odznaku či insignie řadou místních organizací. Iniciativa místního rodáka Luke Blackstaffea za oficiální vlajku hrabství (převedením již neexistujícího ) získalo podporu místního vrchního šerifa (nejvyšší státní úředník v hrabství) Colina Osborrna a tím i legitimitu potřebnou pro registraci vlajky. Ta byla zapsána do rejstříku 14. září 2014, konečná podoba se však liší od znaku Rady (pořadí pruhů, odstíny modré).

Znak Rady hrabství Bedfordshire (1951–2009)
Erb rodiny Russelů
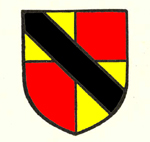
Erb rodiny Beauchampsů

## Geografie a geologie
Nejjižnější konec hrabství je část křídovcového hřebenu známého jako Chiltern Hills. Pozůstatkem je část širokého povodí řeky Great Ouse.
Bedfordshirské skály jsou většinou jílové a pískovcové z období Jury a Křídy.

## Správní členění
Bedfordshire je nemetropolitní hrabství, většinově pod kontrolou Rady hrabství Bedfordshire. Původně bylo rozděleno do tří vládních částí, tzv. distriktů: Bedford Borough, Mid Bedfordshire a South Bedfordshire. Luton jako tzv. unitary authority nespadal pod kontrolu rady hrabství. Communities and Local Government však zvažovala reorganizaci bedfordshirské administrativy. Čtyři zvažované návrhy byly:
- návrh 1 – zrušit tři distrikty a vytvořit jedinou unitary authority Bedfordshire (Luton by zůstal oddělená unitary authority),
- návrh 2 – vytvořit dvě unitary authority: jedna založená na distriktu Bedford a druhá (Central Bedfordshire) vzniklá kombinací Mid Bedfordshire a South Bedfordshire (Luton by opět zůstal oddělená unitary authority),
- návrh 3 – vytvořit dvě unitary authority: jednu kombinací distriktu Bedford a Mid Bedfordshire, a druhá kombinací Lutonu a South Bedfordshire,
- návrh 4 – vytvořit tzv. enhanced two-tier authority, se čtyřmi místními radami pod kontrolou rady hrabství.

Dne 6. března 2008 se rozhodlo pro návrh č. 2. To znamená, že od 1. dubna 2009 jsou v Bedfordshire tři unitary authority:
1. Bedford
2. Central Bedfordshire
3. Luton

## Hospodářství
Níže je tabulka uvádějící strukturu hospodářství Bedfordshiru. Hodnoty jsou v milionech liber šterlinků.
| Rok  | Přidané hodnoty | Zemědělství | Průmysl | Služby |
| ---- | --------------- | ----------- | ------- | ------ |
| 1995 | 4,109           | 81          | 1,584   | 2,444  |
| 2000 | 4,716           | 53          | 1,296   | 3,367  |
| 2003 | 5,466           | 52          | 1,311   | 4,102  |

## Vzdělání
Vzdělávací systém pro celý Bedfordshire býval organizován Radou hrabství. Když se Luton roku 1997 stal unitary authority, vzdělání v Lutonu spadlo pod přímou kontrolu Rady obvodu Luton. V hrabství se tak vyvinuly dva rozdílné vzdělávací systémy.

### Vyšší vzdělání
V hrabství jsou také dvě univerzity – University of Bedfordshire a Cranfield University. Tyto instituce lákají studenty z celé Anglie a i ze zahraničí.

## Doprava
Ačkoli Bedfordshire není významným cílem dopravy, leží na mnoha hlavních cestách vedoucích do Londýna.

### Silnice
Dvě ze šesti anglických hlavních silnic vedou přes Bedfordshire:
- A1 z Londýna do Edinburghu
- A5 z Londýna do Holyhead

### Železnice
Tři z anglických hlavních linek vedou přes Bedfordshire:
- West Coast Main Line
- East Coast Main Line
- Midland Main Line

### Letiště
Letiště London Luton provozuje lety do mnoha destinací v UK, Evropě, Severní Americe a Jižní Africe.

## Města a vesnice
- Ampthill
- Arlesey
- Barton-Le-Clay
- Bedford
- Biggleswade
- Bletsoe
- Clophill
- Cranfield
- Eaton Bray
- Felmersham
- Flitton
- Flitwick
- Gravenhurst
- Greenfield
- Henlow
- Hockliffe
- Houghton Regis
- Kempston
- Lidlington
- Leighton Buzzard
- Leagrave
- Luton
- Marston Moretaine
- Maulden
- Meppershall
- Milton Ernest
- Old Warden
- Pavenham
- Pertenhall
- Pulloxhill
- Radwell
- Ridgmont
- Renhold
- Sharnbrook
- Silsoe
- Stewartby
- Stotfold
- Studham
- Thurleigh
- Totternhoe
- Turvey
- Whipsnade